# Радио Футог
Радио Футог је локална приватна радио станица из Футога која емитује свој програм на територији Футога уз дефакто сарадњу са Културним центром "Младост" у Футогу.

## Оснивање и прве године рада
Радио Футог је основан 20. јуна 1995. године од стране Града Новог Сада. Програм Радија Футога се емитује 24 часа на фреквенцији 99,5 Mhz. Од 2019. функционише као приватна радио станица.
Информативни, музички, забавни и комерцијално-маркетиншки програм су основа програмске концепције Радија Футога. На таласима радија интензивно се емитују сервисне информације од значаја за подручје Футога, слушаност радија досеже око 23 км у полупречнику и покрива у целости територију Футога.
Поподневни и вечерњи програм је базиран на интересантним информацијама из света музике, филма, културе а заступљене су и сервисне информације у виду најава за сутрашњи или предстојеће дане.
Радио Футог је подржао и медијски пропратио бројна дешавања у Футогу. Од свог оснивања емитује искључиво народну музику, турбо-фолк и новокомпоновану народну музику. 
Радио Футог се емитије углавном уживо. Радио Футог је радио-станица која емитује информативно-комерцијални програм чију програмску политику, чине градске вести и информације о дешавањима у политици, спорту и култури.